# Lambertia
Genre
Classification phylogénétique
Lambertia est un genre de 10 espèces de plantes à fleurs, de la famille des Proteaceae endémiques en Australie. Leur nom leur a été donné en l'honneur du botaniste britannique Aylmer Bourke Lambert.
Ce sont des arbustes.

## Espèces
Il en existe dix espèces, dont neuf sont endémiques au Sud-Ouest de l'Australie, et une, L. formosa, est trouvée dans les régions de la Central Coast, les Blue Mountains et le Southern Highlands de Nouvelle-Galles du Sud. Ce sont:
- Lambertia echinata R.Br.
- Lambertia ericifolia R.Br.
- Lambertia fairallii Keighery
- Lambertia formosa Sm., le diable de montagne
- Lambertia ilicifolia Hook.
- Lambertia inermis R.Br.
- Lambertia multiflora Lindl.
- Lambertia orbifolia C.A.Gardner
- Lambertia rariflora Meisn.
- Lambertia uniflora R.Br.